# Тесленко Ігор Анатолійович
Тесленко Ігор Анатолійович (нар. 2 липня 1979, Київ) — український історик, кандидат історичних наук, доцент кафедри історії Національного університету «Києво-Могилянська академія», автор понад 80 наукових робіт.

## Біографія
Народився 2 липня 1979 року в Києві. Закінчив Києво-Печерський ліцей № 171 «Лідер». 1996 року вступив на гуманітарний факультет Національного університету «Києво-Могилянська академія» (кафедра історії). Один із засновників Спудейського братства Києво-Могилянської академії — громадської організації студентів та випускників НаУКМА, діяльність якої спрямована на відновлення, збереження та поширення найкращих традицій Академії.
2000 — здобув диплом бакалавра, 2002 — магістра історії, вступив до аспірантури при Національному університеті «Києво-Могилянська академія».
2006 — захистив кандидатську дисертацію на тему «Острозька волость у 1565—1608 роках: формування території, структура землеволодінь та механізм управління» під керівництвом професора кафедри історії НаУКМА Н. М. Яковенко.
З вересня 2004 року працює на посаді асистента, з 2006 року — старший викладач кафедри історії НаУКМА, з 2013 року — доцент.
Читає курси: історія України, історична географія України, історія Речі Посполитої.
Сфера наукових інтересів: соціальні та економічні аспекти історії України XVI—XVIII ст.; землеволодіння та клієнтела князів Острозьких, генеалогія князівських і шляхетських родів українських воєводств Речі Посполитої XVI—XVIII ст.; історія Острога і Острожчини.
У 2007—2011 рр. старший науковий співробітник Відділу історичних пам'яток українознавства Інституту українознавства МОН України. Член Українського геральдичного товариства (з 1998 р.), співредактор перших трьох випусків «Генеалогічних записок Українського геральдичного товариства у Львові» (2000—2002). Керівник Центру вивчення спадщини князів Острозьких при Національному університеті «Острозька академія» (з 2012), редактор часопису «Острозька давнина».

## Професійні нагороди та здобуті гранти
- Стипендія Фонду сприяння розвитку науки ім. Юзефа Мяновського (2003).
- Грант Президента України для обдарованої молоді (2007).
- Дослідницький грант Міністерства науки і вищої освіти Польщі (2008).
- Грант Міжнародної асоціації гуманітаріїв (2011).

## Основні публікації
Монографії, наукові збірники, археографічні видання:
- Універсали українських гетьманів від Івана Виговського до Івана Самойловича (1657—1687). Матеріали до українського дипломатарію / Упорядкування І. Бутич, В. Ринсевич, І. Тесленко. — Київ-Львів, Наукове товариство ім. Т. Шеченка, 2003. — 1086 с.
- Старий Кривин: дослідження та матеріали з історії Південно-Східної Волині. — Білий Дунаєць-Остріг, 2005. — 120 с. [у співавторстві з Тарасом Вихованцем].
- Острозька давнина. Науковий збірник / Ред. кол. Ігор Пасічник (гол. ред.), Ігор Тесленко (відпов. ред.) та ін. — Остріг: Видавництво Національного університету «Острозька академія», 2013. — Вип. 2. — 316 с.; іл.

Статті:
- Акт поділу володінь між кнг. Беатою з Костельця і кж. Гальшкою Острозькою 1542 року як джерело з соціально-економічної історії Острозької волості // Архівознавство. Археографія. Джерелознавство. Міжвідомчий збірник наукових праць. Архів і Особа. — Київ, 2001. — Вип. 3. — С. 102—123.
- Боротьба за Острог: князь Острозький проти острозького старости // Соціум. Альманах соціальної історії. — Київ, 2003. — Вип. 3. — С. 99-120.
- «Ганібель з дому Строцего»: італієць на службі князя Острозького // Theatrum Humanae Vitae. Студії на пошану Наталі Яковенко. — Київ, 2012. — С. 231—247.
- Гулевичі // Енциклопедія історії України. — Київ, 2005. — Т. 2. — С. 249—250.
- Двір князя Януша-Павла Острозького // Крізь століття. Студії на пошану Миколи Крикуна з нагоди 80-річчя. — Львів, 2012. — С. 417—448.
- До історії роду Клочків герба Огончик // Генеалогічні записки Українського геральдичного товариства. — Біла Церква, 2000. — С. 110—113.
- Заславська замкова книга як джерело до історії Південно-Східної Волині. // Наукові записки Інституту української археографії та джерелознавства ім. М. С. Грушевського НАН України. Збірник праць молодих вчених та аспірантів. — Київ, 2009. — Т. 19, кн. 1. — С. 233—257.

- Інкорпорація підострозьких володінь Луцької єпископії до складу Острозької волості в останній чверті XVI ст. // Релігія і Церква в історії Волині. Збірник наукових праць / Під ред. Володимира Собчука. — Кременець, 2007. — С. 46-56.
- Клієнтела кн. Василя-Костянтина Острозького // Острозька академія XVI—XVII ст. — 2-е видання, виправлене і доповнене. — Острог, 2011. — С. 144—152.
- Куча Ілля // Енциклопедія історії України. — Київ, 2008. — Т. 5. — С. 542—543.
- Міщанські і шляхетські роди в Острозі часів Академії (спроба реконструкції персонального каталогу студентів) // Острозька академія XVI—XVII ст. — 2-е видання, виправлене і доповнене. — Острог, 2011. — С. 233—239.
- Мотовило Іван (Ян, Яцько) // Острозька академія XVI—XVII ст. — 2-е видання, виправлене і доповнене. — Острог, 2011. — С. 240—241.
- Організація і функціонування задворного суду князів Острозьких (до постановки проблеми) // Магнацкі двор і сацыяльнае ўзаемадзеянне (XV—XVIII стст.): зборнік навуковых прац / Пад рэд. А. М. Янушкевіча. Мінск, 2014. — С. 197—208.
- Острожчина у фонді Волинського церковно-археологічного товариства // Наукові записки НаУКМА. Спеціальний випуск. — Київ, КМ Academia, 1999. — Частина 1. — С. 135—143.
- Парафіальний поділ та церковне землеволодіння в Острозькій волості за часів Василя-Костянтина Острозького (1574—1608) // Наукові записки Острозької Академії: Історичні науки. — Острог, 2008. — Вип. 13. — С. 205—211.
- Перші покоління шляхетського роду Болбасів-Розтоцьких // Вісник Львівського університету. — Львів, 2009. — Серія історична, вип. 44. — С. 256—278 [у співавторстві з Володимиром Собчуком].
- Помянник Любарського монастиря // Генеалогічні записки Українського геральдичного товариства. — Біла Церква, 2001. — С. 241—260.
- Походження князів Головнів-Острожецьких у світлі нововиявлених джерел // Студії і матеріали з історії Волині. — Кременець, 2012. — С. 129—152.
- Причинки до генеалогії роду Пересецьких // Записки Наукового товариства ім. Шевченка. — Львів, 2008. — Т. CCLVI [Праці історично-філосовської секції]. — С. 533—549 [у співавторстві з Оксаною Задорожною].
- Роди острозьких міщан у помяннику Межигірського монастиря // Сангушківські читання. Збірник наукових праць. — Львів, 2004. — С. 210—212.
- Родинний клан Єрличів // Соціум. Альманах соціальної історії. — Київ, 2004. — Вип. 4. — С. 135—188.
- Сліди Франкенштайна на Волині // Записки Наукового товариства ім. Шевченка. — Т. CCLX: Праці Комісії спеціальних (допоміжних) історичних дисциплін. — Львів, 2010. — Кн. 2. — С. 274—296.
- Смотрицькі // Енциклопедія історії України / редкол. : В. А. Смолій (голова) [та ін.]; НАН України, Ін-т історії України. — Київ: Наукова думка, 2012. — Т. 9 : Прил.-С. — С. 677—678.
- Фляка Сава (в чернецтві Самуїл) // Острозька академія XVI—XVII ст. — 2-е видання, виправлене і доповнене. — Острог, 2011. — С. 442.
- Фундуші острозької Микільської церкви XIV—XVII ст. / Ігор Тесленко. — Острозька давнина: науковий збірник. — Остріг: [б. в.], 2013. — Вип. 2. — С. 147—174.
- Хто є хто в імперії «старого» князя. «Острозька шляхта» // Соціум. Альманах соціальної історії. — Київ, 2008. — Вип. 8. — С. 119—133.
- Чечелі-Новоселецькі та їхнє родове гніздо // Метафора спільного дому. Заславщина багатьох культур. Матеріали наукової конференції 21-22 грудня 2006 року. — Ізяслав-Острог, 2006. — С. 28-31.
- Шата «презацного уроження» отця Ігнатія Старушича (нові матеріали про походження та волинську рідню ректора Київського колеґіуму) // Київська Академія. — Київ, 2007. — Вип. 4. — С. 180—185.
- Шляхетська нерухома власність у «нижньому» острозькому замку («пригородку») наприкінці XVI — на початку XVII ст. // Студії і матеріали з історії Волині. 2009 / Редактор випуску Володимир Собчук. — Кременець, 2009. — С. 192—225.
- Клієнтела князя Василя-Костянтина Острозького // Острозька академія: історія та сучасність культурно-освітнього осередку: енциклопедичне видання / [редкол.: Ігор Пасічник (голова редкол.) та ін.] ; Національний університет "Острозька академія"./ Ігор ТесленкоОстрог : Вид-во Нац. ун-ту "Острозька академія", 2019. — С. 233 — 240. (link)